# 생식자 위상
유전학에서 생식자 위상(gametic phase)이란 두배수체 개체가 부모로부터 물려받은 원래의 대립유전자 조합이다. 즉, 같은 염색체의 서로 다른 유전자자리에 있는 대립유전자의 특정 관계를 의미한다. 생식자 위상은 유전자 연관의 영향을 받는다.